# Ducati
Ducati (pronúncia italiana: [duˈkaːti]) é uma fabricante italiana de motocicletas com sede em Bolonha, Itália.
Em abril de 2012, a subsidiária Audi do Grupo Volkswagen anunciou a compra da empresa por €860 milhões.

## Histórico

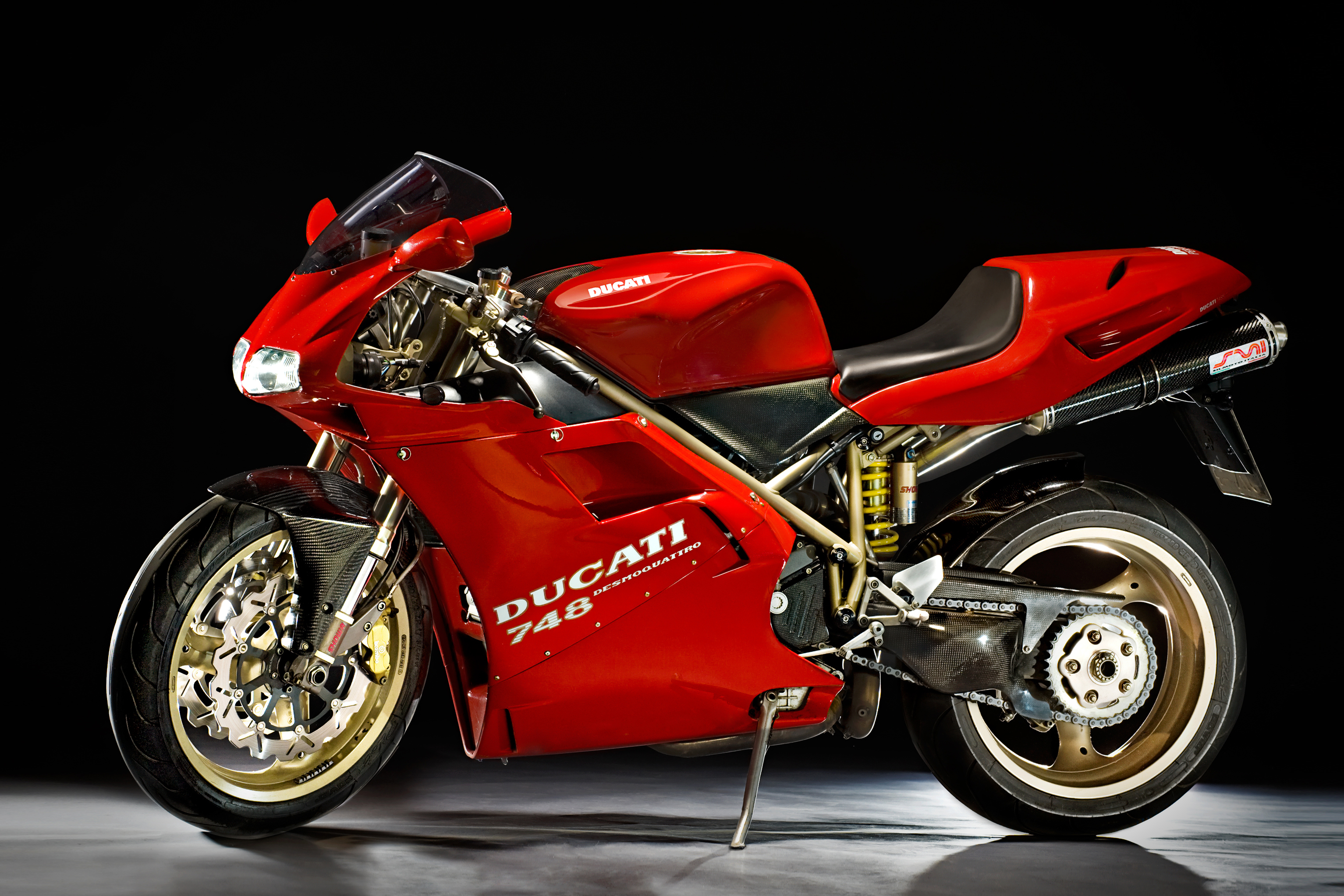
Ducati modelo 748

Em 1960, Ducati entrou para a história do motociclismo, após produzir a moto mais rápida 250 cc. Em 1970, começou a fabricar grandes motos com cilindragem maior.

## Propriedade
Desde 1926, a Ducati tem sido propriedade de vários grupos e empresas.
| Era             | Proprietário                                                 | Notas |
| --------------- | ------------------------------------------------------------ | --- |
| 1926–1950       | Família Ducati                                               | N/A |
| 1950–1967       | Istituto per la Ricostruzione Industriale (IRI)              | Gestão governamental                                                                                                   |
| 1967–1978       | Ente partecipazioni e Finanziamento Industrie Manifatturiere | Gestão governamental; controle das operações diárias da fábrica; chefiada por Giuseppe Montano e Cristiano de Eccher   |
| 1978–1985       | VM Group                                                     | N/A |
| 1985–1996       | Cagiva                                                       | N/A |
| 1996–2005       | Texas-Pacific Group                                          | Abertura de capital; dirigida por Federico Minoli de 1996 a 2001 e de 2003 a 2007                                      |
| 2005–2008       | Investindustrial Holdings                                    | N/A |
| 2008–2012       | Performance Motorcycles                                      | Um veículo de investimento formado pela Investindustrial Holdings, BS Investimenti e Hospitals of Ontario Pension Plan |
| 2012 – presente | Automobili Lamborghini                                       | A Audi AG adquiriu 100% dos direitos de voto da Ducati Motor Holding por meio da Automobili Lamborghini.               |

## Alguns modelos

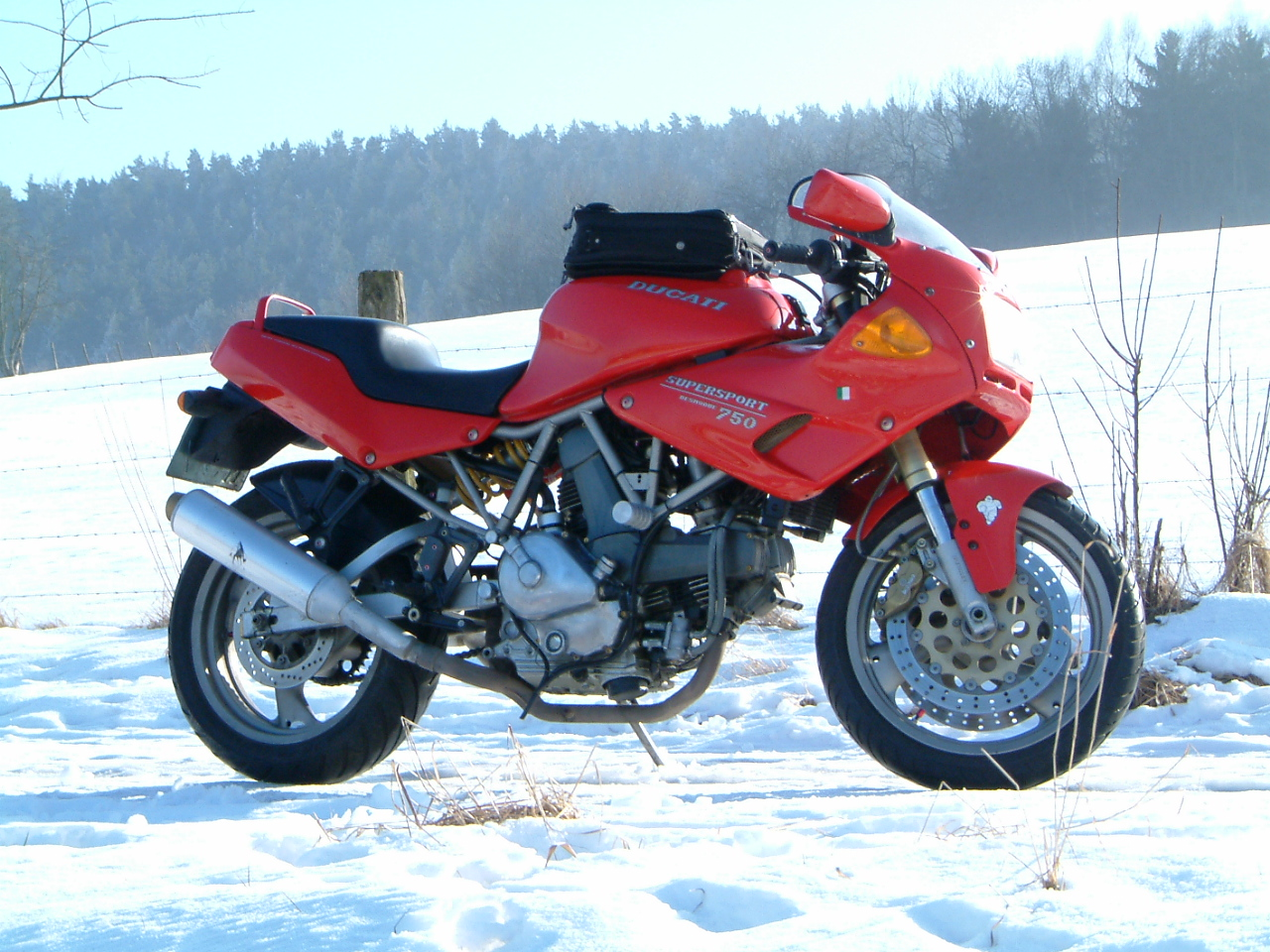
750SS

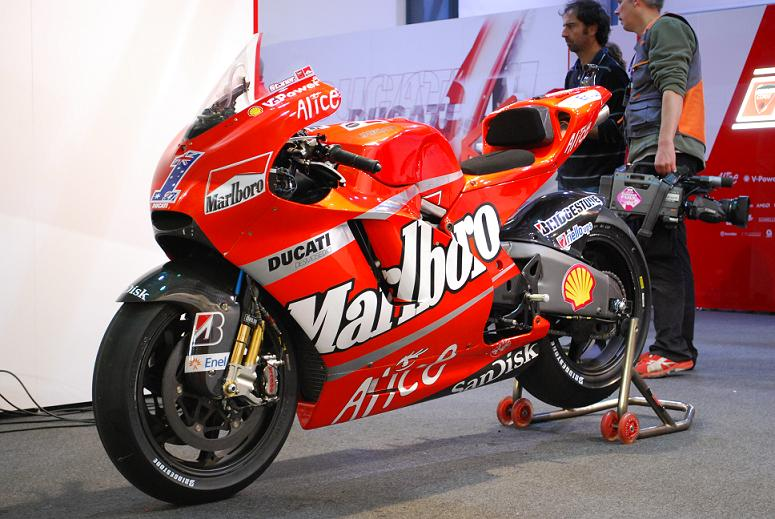
Desmosedici

- Ducati 1000SS (super esportiva)[6]
- Ducati 748SS
- Ducati 750SS (super esportiva)[7]
- Ducati 800SS (super esportiva)[8]
- Ducati 900SS
- Ducati 916
- Ducati 996
- Ducati 999
- Ducati 1098
- Ducati 1098 S
- Ducati 1198
- Ducati 1198 S
- Ducati 1199 Panigale S[nt 1]
- Ducati 749
- Ducati 848
- Ducati 848 EVO
- Ducati Desmosedici (protótipo para concorrer no MotoGP)[10]
- Ducati Monster 600 (naked)[11]
- Ducati Monster 620 (naked)[12]
- Ducati Monster 695 (naked)[13]
- Ducati Monster 696
- Ducati Monster 750 (naked)[14]
- Ducati Monster 900
- Ducati Monster S2
- Ducati Monster S2R
- Ducati Monster S4
- Ducati Monster S4R S (naked)[15]
- Ducati Streetfighter 749
- Ducati Hypermotard
- Ducati Hypermotard 796
- Ducati Hypermotard 821
- Ducati Hypermotard 821SP
- Ducati Hypermotard 1100S
- Ducati Hyperstrada 821
- Ducati Multistrada 620
- Ducati Multistrada 1000
- Ducati Multistrada 1100
- Ducati Multistrada 1200
- Ducati Multistrada 1200S
- Ducati Multistrada 1200 Enduro
- Ducati ST2
- Ducati ST3
- Ducati ST4